# Молескин

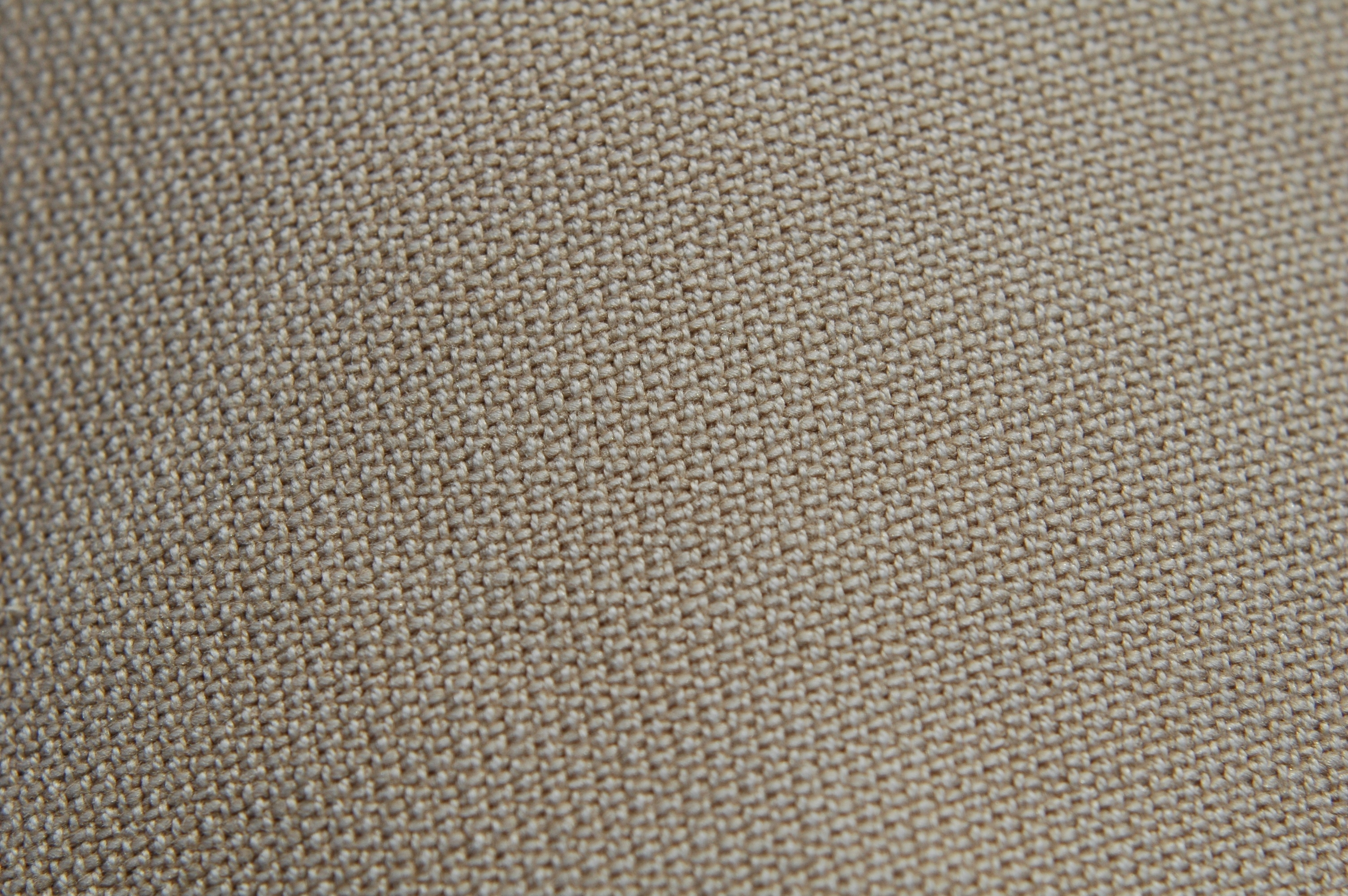
Молескин

Молески́н (англ. moleskin «кротовая шкурка» от mole + skin) — толстая, плотная и прочная хлопчатобумажная ткань с начёсом на внутренней поверхности и гладкой глянцевидной лицевой стороной.
Вырабатывается атласным, саржевым переплетением или переплетением «усиленный сатин» из пряжи среднего качества с плотным гладким настилом из утка на лицевой стороне. Выпускался преимущественно гладкокрашеным в тёмных цветах. Молескин отличается высокой износостойкостью и заслужил в народе название «чёртова кожа». Он хорошо сохраняет тепло, плохо пропускает влагу, используется для защиты от конвективной теплоты и пыли. В России молескин известен с XIX века и первоначально шёл на пошив тёплой домашней одежды — халатов и рубах. В первой половине XX века из молескина шили плащи, рабочую, специальную и спортивную одежду, в основном лыжные костюмы, которые пользовались популярностью у подростков и молодёжи до конца 1950-х годов. Наиболее плотные сорта молескина иногда называют «чёртовой кожей».